# Eugalta
Eugalta (лат.) — род наездников-ихневомнид из подсемейства Poemeniinae (Ichneumonidae). Юго-Восточная Азия, Палеарктика и Австралазия.

## Описание
Наездники-ихневмониды средних и крупных размеров (1—2 см). От близких групп отличается следующими признаками: висок дорсально сильно скульптирован; задние лапки белые; в задних лапках наружный коготок сильно загнут (под углом 80—85°), а их внутренний коготок менее сильно загнут и имеет дополни тельный предвершинный зубец. Имеют стройное удлиненное тело с длинными яйцекладами. Препектальный валик отсутствует.

## Классификация
Мировая фауна включает около 30 видов, в Палеарктике — 5 видов. Фауна России включает 2 вида наездников-ихневмонид этого рода.
- Eugalta assimilis (Uchida, 1928)
- Eugalta albimarginalis (Uchida, 1928)
- Eugalta albitarsis Cameron, 1899[1]
- Eugalta bakeri Baltazar, 1955
- Eugalta cameroni Cushman, 1933
- Eugalta chinensis Wang & Gupta, 1995[5]
- Eugalta cinctipes  (Kriechbaumer, 1899)
- Eugalta comis  (Tosquinet, 1903)
- Eugalta dravida  (Gupta, 1980)[6]
- Eugalta flavorbitalis  Gupta, 1980
- Eugalta furcifera (Bingham, 1895)
- Eugalta hubeiensis  He, 1996[7]
- Eugalta leucopus  Townes, Townes & Gupta, 1961
- Eugalta linearis  Morley, 1913
- Eugalta longipes  (Cameron, 1906)
- Eugalta lucida  Gupta, 1980
- Eugalta lunata  Baltazar, 1955
- Eugalta maculiseutis  (Cameron, 1908)
- Eugalta mayanki  Gupta, 1980
- Eugalta nigricollis  Cameron, 1899[1]
- Eugalta nigrita  Gupta, 1980
- Eugalta pilosa  (Szepligeti, 1914)
- Eugalta propodeator  Kasparyan & Khalaim, 2007
- Eugalta pulchra  Baltazar, 1955
- Eugalta punctulata  Cameron, 1899
- Eugalta santoshae  Gupta, 1980
- Eugalta shaanxiensis  He, 1996
- Eugalta spinosa  Cameron, 1899[1]
- Eugalta strigosa  Cameron, 1899
- Eugalta sulawensis  Gupta, 1980
- Eugalta victoria  Baltazar, 1955
- Eugalta yunnanensis  (He, 1996)